# Nathalie Nguyen
 (août 2022).
Si vous disposez d'ouvrages ou d'articles de référence ou si vous connaissez des sites web de qualité traitant du thème abordé ici, merci de compléter l'article en donnant les références utiles à sa vérifiabilité et en les liant à la section « Notes et références ».
Nathalie Nguyen, née le 6 mai 1988, est une animatrice de télévision et consultante culinaire française.

## Biographie

### Famille et formation
D'origine viêtnamienne, Nathalie apprend la cuisine aux côtés de sa mère, issue d’une grande lignée de marchands et de cuisiniers de rue.
Lycéenne, elle acquiert une notoriété auprès du public adolescent via la plateforme Skyblog, où son blog « Toucher-terre » est classé no 1 à l'âge de seize ans,.

## Carrière professionnelle

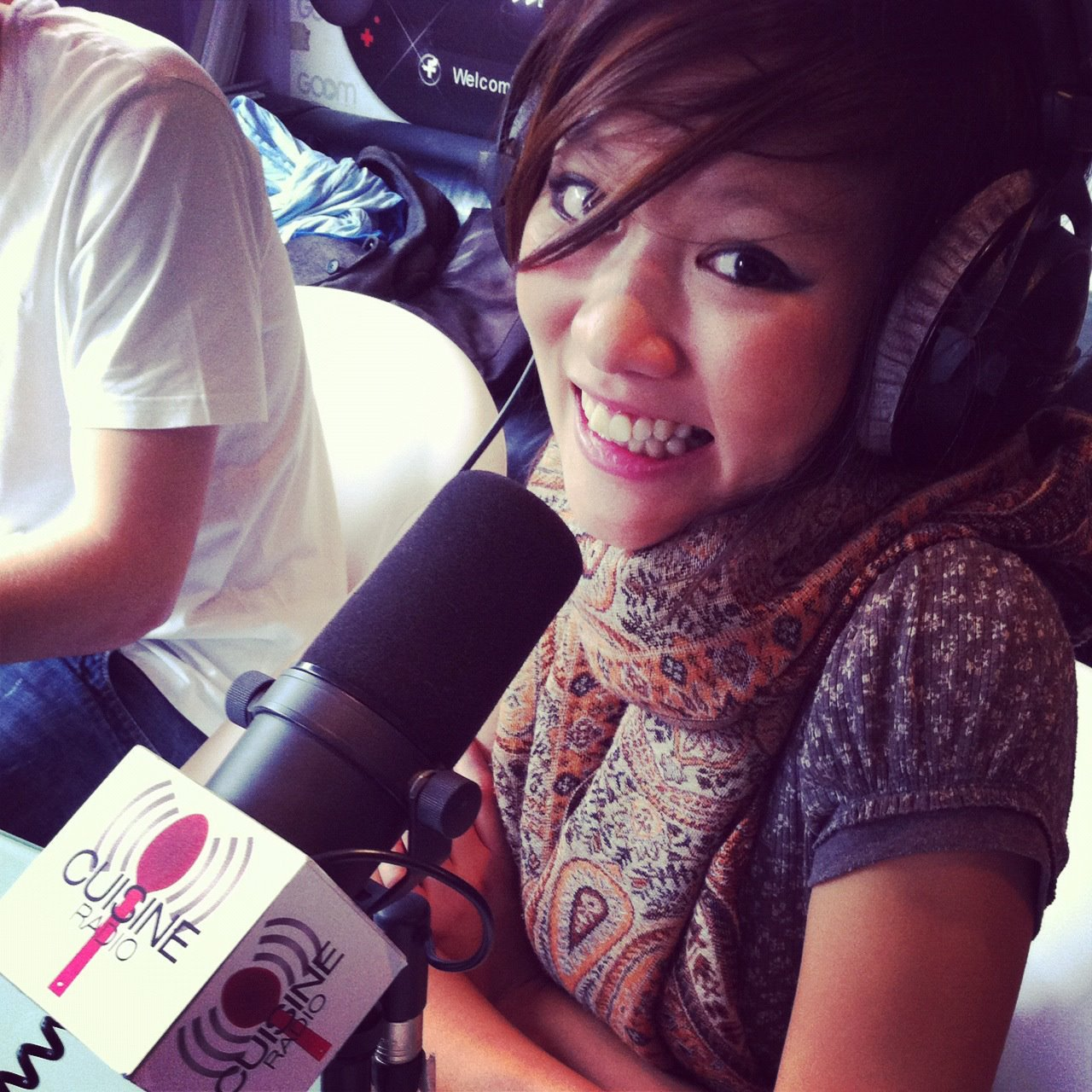
Nathalie Nguyen à Cuisine Radio le 19 février 2013.

Après une licence audiovisuelle, Nathalie devient responsable graphiste. En 2011, elle participe alors à l'émission télévisée MasterChef où elle finit troisième de la deuxième saison.
Après divers stages dans de grands établissements et une formation au CAP de Cuisine et de Pâtisserie, Nathalie Nguyen se lance dans une carrière de chef consultante. Elle se spécialise dans la cuisine de rue et la cuisine du monde ; elle propose surtout une cuisine saine et accessible. Elle participe à l’ouverture et signe la carte de nombreux établissements, en France, aux États-Unis ou encore en Chine[source insuffisante].
En 2013, elle participe à l’ouverture de deux établissements à Paris au succès immédiat : « My Crazy Pop », la première boutique en France consacrée au popcorn artisanal et gourmet, et « Le Camion Bol », un foodtruck spécialisé dans la cuisine vietnamienne (premier foodtruck de cuisine asiatique à ouvrir à Paris).
Fin 2014, elle ouvre également le premier réseau social culinaire nommé Food Invaders.
Dès 2012, elle est chroniqueuse dans La Maison des Maternelles sur France 5. En 2015, elle participe à l'émission Mon food truck à la clé, diffusée tous les soirs à 17 h 20 sur France 2,,.
En 2016, elle est chroniqueuse culinaire pour l'émission Village Départ, diffusée sur France 3 durant le Tour de France.
En 2017, elle devient co-animatrice dans l'émission Toque Show, diffusée sur M6,.
De février 2017 à l'été 2019, elle est consultante culinaire pour la chaîne de restaurant Pitaya, se chargeant de l'élaboration des recettes et de la formation du personnel de cuisine. En 2018, elle est consultante pour La Fabuleuse Histoire animée par Stéphane Bern,.
Elle est cheffe du restaurant Mother à Boulogne-Billancourt ouvert le 24 juin 2020.